# Херманс, Хенри
Хенри Херманс (нидерл. Henri Hermans; 1883, Нут, провинция Лимбург — 1947, Маастрихт) — нидерландский дирижёр.
Учился музыке у своего отца. В 15 лет стал органистом в церкви своего родного городка, в 1902 г. был назначен органистом и хормейстером в Церкви Богоматери в Маастрихте. С 1908 г. учился в Льежской консерватории как органист, в 1911—1914 гг. в Кёльнской консерватории как дирижёр, одновременно с 1911 г. преподавал фортепиано в городской музыкальной школе. С 1916 г. директор школы и главный дирижёр Маастрихтского городского оркестра. Согласно данным биографа Херманса, Ханса ван Дейка, за более чем 30 лет работы с оркестром Херманс провёл более 900 концертов.
Именем Херманса назван сквер в Маастрихте.